# Гонконгский культурный центр
Гонконгский культурный центр (Hong Kong Cultural Centre или HKCC, 香港文化中心) — многоцелевой культурный комплекс, расположенный в гонконгском районе Чимсачёй. Основан бывшим Городским советом Британского Гонконга, после перехода бывшей колонии под суверенитет Китая оказался под управлением департамента досуга и культуры Гонконга. Здесь проводится большое число различных культурных мероприятий — концертов, театральных постановок, фестивалей и выставок.
Строительство Гонконгского культурного центра началось в 1984 году, официально центр открылся 8 ноября 1989 года.

## География
Гонконгский культурный центр расположен на юго-западной оконечности Коулунского полуострова, в районе Чимсачёй, на месте бывшего Коулунского вокзала — конечной станции Коулун-Кантонской железной дороги. С севера культурный центр ограничен улицей Салисбери-роуд, с востока от него расположены Гонконгский музей космоса и Гонконгский музей искусств, с юга центр ограничен набережной и водами бухты Виктория, с запада — пирсом парома Star Ferry. Между Гонконгским культурным центром и паромным пирсом расположена часовая башня — всё, что сохранилось от бывшего Коулунского вокзала.
Добраться до Гонконгского культурного центра можно на пароме Star Ferry с острова Гонконг и на автобусах компании Kowloon Motor Bus (конечная автобусная станция примыкает к пирсу парома). Также в шаговой доступности от центра расположены станции Гонконгского метрополитена Чимсачёй и Ист-Чимсачёй. Ближайшая большая парковка расположена в комплексе Харбор-Сити.

## История
Уже в 1970 году появились первые обращения общественности к Городскому совету, требовавшие строительства нового культурного центра в Коулуне. В 1974 году власти официально объявили о проекте культурного центра и обозначили его месторасположение — территория бывшего Коулунского вокзала. Как тогда предполагалось, строительство начнётся в 1975 году. Однако проект столкнулся с финансовыми затруднениями и был на время отложен. В 1978 году проект культурного центра вновь был рассмотрен Городским советом Гонконга и получил от него первостепенный приоритет. Однако, смета строительства выросла со 190 млн долларов до 474 млн долларов и проект вновь отложили на некоторое время. Когда в 1984 году наконец начались строительные работы, снос исторического здания Коулунского вокзала вызвал в гонконгском обществе оживлённые споры и протесты.
8 ноября 1989 года состоялась официальная церемония открытия Гонконгского культурного центра, на которой в качестве почётных гостей присутствовали принц Уэльский Чарльз и принцесса Диана. Кроме того, был представлен уникальный орган австрийской фирмы Rieger Orgelbau стоимостью 10 млн долларов, установка 8 тыс. труб которого продолжалась с августа 1989 года.
- Центр ночью
- Главная лестница
- Главная лестница
- Площадь у входа

Во время массовых протестов 2014 года территория вокруг Гонконгского культурного центра стала одним из главных мест сбора демократической оппозиции и недовольных режимом студентов.

## Структура
- Овальный двухъярусный концертный зал вмещает свыше 2 тыс. зрителей. Он отделан высококачественным дубом, имеет прекрасную акустику и крупнейший в Азии орган, установленный позади открытой сцены. Здесь выступает Гонконгский филармонический оркестр[11][12].
- Трёхъярусный Большой театр вмещает свыше 1,7 тыс. зрителей. Здесь регулярно выступают Гонконгский балет[13] и коллективы театральной компании Zuni Icosahedron[англ.][14], проходят различные оперные и балетные представления, а также мюзиклы и церемонии награждения Гонконгской кинопремией. Театральная сцена и оркестровая яма имеют современное оборудование, в том числе различные подвижные платформы, подъёмные механизмы, инфракрасную систему синхронного перевода на пять языков[15].
- В универсальном и мобильном театре-студии на почти 500 мест проходят театральные и танцевальные постановки меньшего масштаба, а также различные перформансы[16].

Также в основном здании культурного центра расположены большой холл, где регулярно выступает Гонконгский китайский оркестр, три выставочные зоны небольшого масштаба, 11 репетиционных и тренировочных залов, детский центр хорового пения и исполнительских искусств, книжный и сувенирный магазины, кафе. С востока к культурному центру примыкает административное здание, в котором базируются выставочная галерея, залы для встреч, семинаров и конференций, Гонконгская филармония, Филармоническое общество, различные административные и хозяйственные службы культурного центра и несколько ресторанов.
Вокруг центра расположено несколько открытых пространств (площадь, сквер с фонтанами перед часовой башней, главная лестница перед административным зданием, набережная с пирсом), на которых также регулярно проводятся различные мероприятия под открытым небом — концерты, выступления оркестров и театральных трупп, кинопоказы на большом экране.
- Вид с моря
- Часовая башня
- Набережная и пирс
- Набережная и пирс